# Categoría Primera A 1949
Die Categoría Primera A 1949 war die zweite Austragung der kolumbianischen Fußballmeisterschaft. Die Meisterschaft wurde erstmals in einem Finale entschieden, in dem sich Millonarios gegen Deportivo Cali durchsetzen konnte. Torschützenkönig wurde der Argentinier Pedro Cabillón von Millonarios mit 42 Toren.
Die Teilnehmerzahl erhöhte sich von zehn auf 14 Mannschaften. Zum ersten Mal nahmen Boca Juniors de Cali, Atlético Bucaramanga, Deportivo Pereira und Huracán aus Medellín teil. Außerdem vertrat Deportivo Barranquilla Junior, das ein internationales Turnier in Rio de Janeiro spielte. 1949 war die einzige Spielzeit, an der Deportivo Barranquilla teilnahm. Der Verein absolvierte aber nur 21 der 26 Spiele. Die restlichen Spiele wurden 1:0 für den Gegner gewertet.
Die Spielzeit 1949 war der Beginn der goldenen Zeit der kolumbianischen Fußballmeisterschaft, bekannt als El Dorado, als viele ausländische Topspieler in der Liga spielten. Insbesondere kamen Argentinier, da in Argentinien zu der Zeit ein Streik stattfand. Die kolumbianische Liga war die einzige, die diese Spieler akzeptierte.

## Teilnehmer
Die folgenden Vereine nahmen an der Spielzeit 1949 teil.
| Mannschaft | Stadt        | Departamento    |
| --- | ------------ | --------------- |
| América de Cali | Cali         | Valle del Cauca |
| Municipal | Medellín     | Antioquia       |
| Deportivo Barranquilla                                                                                             | Barranquilla | Atlántico       |
| Boca Juniors de Cali                                                                                               | Cali         | Valle del Cauca |
| Atlético Bucaramanga                                                                                               | Bucaramanga  | Santander       |
| Deportes Caldas 1                                                                                                  | Manizales    | Caldas          |
| Deportivo Cali | Cali         | Valle del Cauca |
| Huracán | Medellín     | Antioquia       |
| Independiente Medellín                                                                                             | Medellín     | Antioquia       |
| Independiente Santa Fe                                                                                             | Bogotá       | Bogotá          |
| Millonarios | Bogotá       | Bogotá          |
| Once Deportivo 1                                                                                                   | Manizales    | Caldas          |
| Deportivo Pereira                                                                                                  | Pereira      | Caldas 2        |
| Universidad | Bogotá       | Bogotá          |
| 1 Deportes Caldas und Once Deportivo sind Vorgängervereine von Once Caldas. 2 Risaralda wurde erst 1966 gegründet. |              |                 |

## Tabelle
| Pl. | Verein                 | Sp. | S  | U | N  | Tore    | Diff. | Punkte |
| --- | ---------------------- | --- | -- | - | -- | ------- | ----- | ------ |
| 1.  | Millonarios            | 26  | 20 | 4 | 2  | 099:350 | +64   | 44:80  |
| 2.  | Deportivo Cali         | 26  | 20 | 4 | 2  | 089:410 | +48   | 44:80  |
| 3.  | Santa Fe (M)           | 26  | 17 | 5 | 4  | 102:500 | +52   | 39:13  |
| 4.  | Deportes Caldas        | 26  | 16 | 0 | 10 | 069:530 | +16   | 32:20  |
| 5.  | Independiente Medellín | 26  | 12 | 5 | 9  | 058:600 | −2    | 29:23  |
| 6.  | Universidad            | 26  | 9  | 9 | 8  | 046:420 | +4    | 27:25  |
| 7.  | Atlético Municipal     | 26  | 8  | 8 | 10 | 040:600 | −20   | 24:28  |
| 8.  | Boca Juniors de Cali   | 26  | 9  | 5 | 12 | 045:580 | −13   | 23:29  |
| 9.  | Once Deportivo         | 26  | 9  | 2 | 15 | 040:660 | −26   | 20:32  |
| 10. | América de Cali        | 26  | 7  | 4 | 15 | 053:670 | −14   | 18:34  |
| 11. | Atlético Bucaramanga   | 26  | 7  | 4 | 15 | 048:810 | −33   | 18:34  |
| 12. | Huracán                | 26  | 6  | 5 | 15 | 047:750 | −28   | 17:35  |
| 13. | Deportivo Barranquilla | 26  | 5  | 5 | 16 | 034:490 | −15   | 15:37  |
| 14. | Deportivo Pereira      | 26  | 4  | 6 | 16 | 044:770 | −33   | 14:38  |

| (M) | Meister 1948: Santa Fe |

## Finale
| Datum                            |                | Ergebnis |                | Ort    |
| -------------------------------- | -------------- | -------- | -------------- | ------ |
| 20.11.1949                       | Deportivo Cali | 0:1      | Millonarios    | Cali   |
| 4.12.1949                        | Millonarios    | 3:2      | Deportivo Cali | Bogotá |
| Gesamt:                          | Deportivo Cali | 2:4      | Millonarios    |        |
| Damit wurde Millonarios Meister. |                |          |                |        |

## Torschützenliste
| Pl. | Spieler         | Mannschaft     | Tore |
| --- | --------------- | -------------- | ---- |
| 1.  | Pedro Cabillón  | Millonarios    | 42   |
| 2.  | Germán Antón    | Santa Fe       | 30   |
| 3.  | Valeriano López | Deportivo Cali | 24   |